# Glycine pindanica
Glycine pindanica là một loài thực vật có hoa trong họ Đậu. Loài này được Tindale & Craven miêu tả khoa học đầu tiên.